# Classe R (sous-marin américain)
Pour les autres classes de navires du même nom, voir Classe R.
Les sous-marins de la classe R sont une classe de sous-marins de la marine américaine actifs de 1918 à 1945. Le premier submersible de sa classe est mis en service peu après l'entrée américaine dans la Première Guerre mondiale, les autres suivront rapidement. Les sous-marins R-15 à R-20, achevés de juillet à octobre 1918, ne serviront pas en outre-mer et la majeure partie de la classe ne sera achevée qu'après l'armistice.

## Conception
Groupe 1
Les R-1 à R-20, conçus par Electric Boat et construits par Fore River Shipyard et Union Iron Works, sont connus sous le nom de sous-marins de classe R-1. Ces navire à simple coque sont structurellement très similaires à la classe O précédente, mais plus grands et donc avec des machines plus puissantes pour maintenir la vitesse requise. Pour la première fois dans une classe de sous-marins américains, des tubes lance-torpilles de 21 pouces (533 mm) sont installés, un diamètre de tube aujourd'hui toujours standard dans le monde entier. Un canon de pont fixe de 3 pouces/50 calibres plus puissant remplace le canon rétractable de 3 pouces/23 calibres équipé sur les classes précédentes.
Groupe 2
Les R-21 à R-27, légèrement plus petits et plus rapides que les R-1 à R-20, sont conçus et construits par Lake Torpedo Boat et sont parfois considérés comme une classe distincte de la classe R-21. Par rapport au groupe de classe O conçu par Lake, ceux-ci comportent une double coque et ont leurs barres de plongée positionnés de manière plus conventionnelle à l'avant et à l'arrière, mais conservent une poupe large et les tubes lance-torpilles de 18 pouces (450 mm), caractéristiques de la classe O. Ils sont équipés du même canon de pont de 3 pouces/50 calibres que les submersibles du groupe 1. Leur taille plus petite par rapport à l'autre groupe permet au constructeur d'équiper la même machinerie des navires de la classe O construits au même endroit, ce qui a probablement entraîné des économies de coûts.
Certains bateaux du groupe 2 sont équipés d'un carénage avant pour améliorer la flottabilité de la réserve. Celui-ci abrite probablement des réservoirs de ballast élargis. Contrairement aux navires du groupe 1, dont la plupart ont survécu pour servir pendant la Seconde Guerre mondiale, les navires du groupe 2 sont démolis en 1930 dans le cadre de la conformité de la marine avec le traité naval de Londres. La disparition de la compagnie Lake en 1924 et l'armement obsolète de torpilles de 18 pouces y ont probablement également contribué,.

## Service
Les bateaux du groupe 1 sont mis hors service en 1931, puis remis en service en 1940, patrouillant dans les Caraïbes ou étant utilisés comme navire sonar à Key West, en Floride, patrouillant également entre la base sous-marine de New London, le Connecticut et les Bermudes. Au moins deux submersibles tirent sans succès des torpilles sur des U-boot allemands lors des patrouilles au large des Bermudes. Trois (R-3, R-17 et R-19) sont transférés à la Royal Navy britannique sous le nom de HMS P.511, HMS P.512 et HMS P.514 en 1941-1942. Le P.514 est perdu le 21 juin 1942 lors d'une collision avec le dragueur de mines canadien HMCS Georgian car confondu avec un U-boot. Le R-12 est perdu le 12 juin 1943 dans un accident au large de Key West.
Durant l'entre-deux-guerres, la classe R est modifiée pour améliorer la capacité de sauvetage en cas de naufrage. Une trappe de salle des moteurs est ajoutée, la salle des moteurs étant le compartiment le plus en arrière.
Au moins un sous-marin de la classe R peut être repéré brièvement dans le film Crash Dive de 1943, tourné à la base sous-marine de New London.
Electric Boat a construit quatre navire de la classe R pour la marine péruvienne (R-1 à R-4). Construits après la Première Guerre mondiale à partir de matériaux assemblés à partir de sous-marins de la classe S annulés, ils sont réaménagés en 1935–36 et 1955–56 et renommés Islay, Casma, Pacocha et Arica en 1957. Ils sont mis au rebut en 1960.
En décembre 2020, les restes du R-8 sont découverts au large d'Ocean City, dans le Maryland. Le navire avait coulé comme cible en 1936, pour l'entraînement au tir des bombardiers.

## Navires de la classe
| Nom du navire et n° de coque | Constructeur            | Pose de la quille | Lancement         | Commission        | Retrait du service                          | Sort                                                             |
| ---------------------------- | ----------------------- | ----------------- | ----------------- | ----------------- | ------------------------------------------- | ---------------------------------------------------------------- |
| USS R-1 (SS-78)              | Fore River Shipbuilding | 16 octobre 1917   | 24 août 1918      | 16 décembre 1918  | 20 septembre 1945                           | Démoli en 1946                                                   |
| USS R-2 (SS-79)              | Fore River Shipbuilding | 16 octobre 1917   | 23 septembre 1918 | 24 janvier 1919   | 10 mai 1945                                 | Démoli en 1946                                                   |
| USS R-3 (SS-80)              | Fore River Shipbuilding | 11 décembre 1917  | 18 janvier 1919   | 17 avril 1919     | Transféré au Royaume-Uni le 4 novembre 1941 | Démoli en 1948                                                   |
| USS R-4 (SS-81)              | Fore River Shipbuilding | 16 octobre 1917   | 26 octobre 1918   | 28 mars 1919      | 18 juin 1945                                | Démoli en 1946                                                   |
| USS R-5 (SS-82)              | Fore River Shipbuilding | 16 octobre 1917   | 24 novembre 1918  | 15 avril 1919     | 14 septembre 1945                           | Démoli en 1946                                                   |
| USS R-6 (SS-83)              | Fore River Shipbuilding | 17 décembre 1917  | 1er mars 1919     | 1er mai 1919      | 27 septembre 1945                           | Démoli en 1946                                                   |
| USS R-7 (SS-84)              | Fore River Shipbuilding | 6 décembre 1917   | 5 avril 1919      | 1er mai 1919      | 14 septembre 1945                           | Démoli en 1946                                                   |
| USS R-8 (SS-85)              | Fore River Shipbuilding | 4 mars 1918       | 17 avril 1919     | 21 juillet 1919   | 2 mai 1931, coulé à quai en 1936            | Renfloué et coulé comme cible en 1936 ; épave découverte en 2020 |
| USS R-9 (SS-86)              | Fore River Shipbuilding | 6 mars 1918       | 24 mai 1919       | 30 juillet 1919   | 25 septembre 1945                           | Démoli en 1946                                                   |
| USS R-10 (SS-87)             | Fore River Shipbuilding | 21 mars 1918      | 28 juin 1919      | 20 août 1919      | 18 juin 1945                                | Démoli en 1946                                                   |
| USS R-11 (SS-88)             | Fore River Shipbuilding | 18 mars 1918      | 21 juillet 1919   | 5 septembre 1919  | 5 septembre 1945                            | Démoli en 1946                                                   |
| USS R-12 (SS-89)             | Fore River Shipbuilding | 28 mars 1918      | 15 août 1919      | 23 septembre 1919 | Non disponible                              | Perdu le 12 juin 1943, cause inconnue                            |
| USS R-13 (SS-90)             | Fore River Shipbuilding | 27 mars 1918      | 27 août 1919      | 17 octobre 1919   | 14 septembre 1945                           | Démoli en 1946                                                   |
| USS R-14 (SS-91)             | Fore River Shipbuilding | 6 novembre 1918   | 10 octobre 1919   | 24 décembre 1919  | 7 mai 1945                                  | Démoli en 1946                                                   |
| USS R-15 (SS-92)             | Union Iron Works        | 30 avril 1917     | 10 décembre 1917  | 27 juillet 1918   | 17 septembre 1945                           | Démoli en 1946                                                   |
| USS R-16 (SS-93)             | Union Iron Works        | 26 avril 1917     | 15 décembre 1917  | 5 août 1918       | 16 juillet 1945                             | Démoli en 1946                                                   |
| USS R-17 (SS-94)             | Union Iron Works        | 5 mai 1917        | 24 décembre 1917  | 18 août 1918      | Transféré au Royaume-Uni le 9 mars 1942     | Démoli en 1945                                                   |
| USS R-18 (SS-95)             | Union Iron Works        | 16 juin 1917      | 8 janvier 1918    | 11 septembre 1918 | 19 septembre 1945                           | Démoli en 1946                                                   |
| USS R-19 (SS-96)             | Union Iron Works        | 23 juin 1917      | 28 janvier 1918   | 7 octobre 1918    | Transféré au Royaume-Uni le 9 mars 1942     | Perdu dans une collision le 21 juin 1942                         |
| USS R-20 (SS-97)             | Union Iron Works        | 4 juin 1917       | 21 janvier 1918   | 26 octobre 1918   | 27 septembre 1945                           | Démoli en 1946                                                   |

| Nom du navire et n° de coque | Constructeur      | Pose de la quille | Lancement         | Commission       | Retrait du service | Sort           |
| ---------------------------- | ----------------- | ----------------- | ----------------- | ---------------- | ------------------ | -------------- |
| USS R-21 (SS-98)             | Lake Torpedo Boat | 19 avril 1917     | 10 juillet 1918   | 17 juin 1919     | 21 juin 1924       | Démoli en 1930 |
| USS R-22 (SS-99)             | Lake Torpedo Boat | 19 avril 1917     | 23 septembre 1918 | 1er août 1919    | 29 avril 1925      | Démoli en 1930 |
| USS R-23 (SS-100)            | Lake Torpedo Boat | 25 avril 1917     | 5 novembre 1918   | 23 octobre 1919  | 25 avril 1925      | Démoli en 1930 |
| USS R-24 (SS-101)            | Lake Torpedo Boat | 9 mai 1917        | 21 août 1918      | 27 juin 1919     | 11 juin 1925       | Démoli en 1930 |
| USS R-25 (SS-102)            | Lake Torpedo Boat | 26 avril 1917     | 15 mai 1919       | 23 octobre 1919  | 21 juin 1924       | Démoli en 1930 |
| USS R-26 (SS-103)            | Lake Torpedo Boat | 26 avril 1917     | 18 juin 1919      | 23 octobre 1919  | 12 juin 1925       | Démoli en 1930 |
| USS R-27 (SS-104)            | Lake Torpedo Boat | 16 mai 1917       | 23 septembre 1918 | 3 septembre 1919 | 24 avril 1925      | Démoli en 1930 |